# 히노데초역
히노데초역(일본어: 日ノ出町駅、ひのでちょうえき)
(영어: Hinodechō Station)은 일본 가나가와현 요코하마시 나카구에 있는 게이힌 급행전철 본선의 철도역이다. 역 번호는 KK39이다.

## 역 구조
유효 길이 8량 편성분의 상대식 승강장 2면 2선의 고가역이다. 개찰구는 1개소이며, 히노데초 교차점 측에 버스 정류장이 있다.
유니버설 디자인의 일환으로서 게이힌 급행 전철의 많은 역에 엘리베이터가 설치되기 훨씬 이전부터 이 역은 엘리베이터가 설치되었다.
2번선 승강장에는 미우라반도의 타일 아트가 있다.
요코하마역에서 당역 부근까지 제한 속도는 40-70km/h로 이 구간은 곡선이 연속된다.

### 타는 곳
| 1 | 게이큐 본선 | 가미오오카・우라가・미사키구치 방면                                                 |
| 2 | 게이큐 본선 | 요코하마・게이큐 가와사키・시나가와・센가쿠지・신바시・아사쿠사・인바니혼이다이방면 |

## 역세권 정보
- 동일본 여객철도・요코하마 시영 지하철 블루 라인 사쿠라기초역
- 요코하마 히노데초 우체국
- 오오카 천(川)
- 요코하마 미나토미라이 21
- 요시타 신전
- 이세야마 황대신궁
- 미소라 히바리 동상
- 하세가와 신의 비
- 노게야마 공원
- 요코하마 시 중앙 도서관
- 가나가와 현립 도서관
- WINS 요코하마
- 요코하마 카부키좌

## 역사
- 1931년 12월 26일: 영업 개시.
- 1999년 7월 31일: 백지 운행 시간표 개정으로 보통 열차만 정차역이 됨.
- 2010년 5월 16일: 운행 시간표 개정으로 에어 포트 급행 정차역이 됨.

## 인접역
| 게이힌 급행 전철 본선                        | 게이힌 급행 전철 본선 | 게이힌 급행 전철 본선          |
| -------------------------------------------- | --------------------- | ------------------------------ |
| KK37 요코하마 하네다 공항 제1·제2터미널 방면 | ■ 에어포트 급행       | 이도가야 KK42 즈시·하야마 방면 |
| KK38 도베 시나가와 방면                      | ■ 보통                | 고가네초 KK40 우라가 방면      |